# Longane
Ne doit pas être confondu avec Longane (Sicile).
Dimocarpus longan, Longani, Œil du dragon
Espèce
Classification APG III (2009)
Statut de conservation UICN

 NT  : Quasi menacé
Synonymes
- Euphoria longan (Lour.) Steud.
- Euphoria longana Lam.
- Nephelium longan (Lour.) Hook.
- Nephelium longana (Lam.) Cambess.[1]

Le longane, longan, longani, ou œil du dragon est un fruit tropical comestible. Son nom d'œil du dragon est la traduction du cantonais lung4 ngaan5(chinois simplifié : 龙眼 ; chinois traditionnel : 龍眼 ; pinyin : lóngyǎn), et du vietnamien long nhãn. Il pousse sur le longanier (Dimocarpus longan) un petit arbre tropical et subtropical de la famille des Sapindaceae. Cet arbre à feuilles persistantes, d'environ vingt mètres de hauteur, est originaire du sud-est de la Chine et d'Asie du Sud-Est où on le trouve à l'état naturel.

## Description

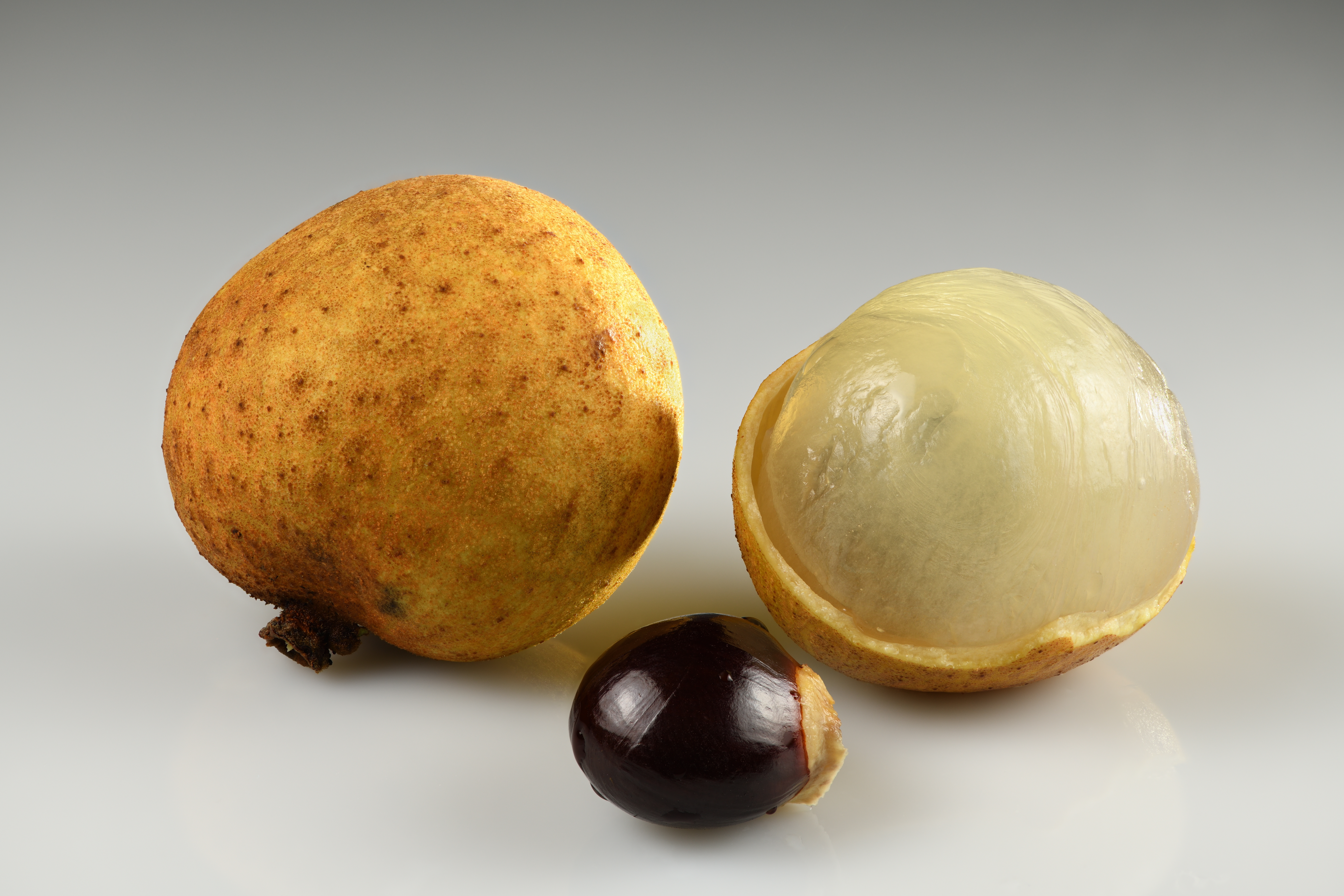
Coupe du fruit

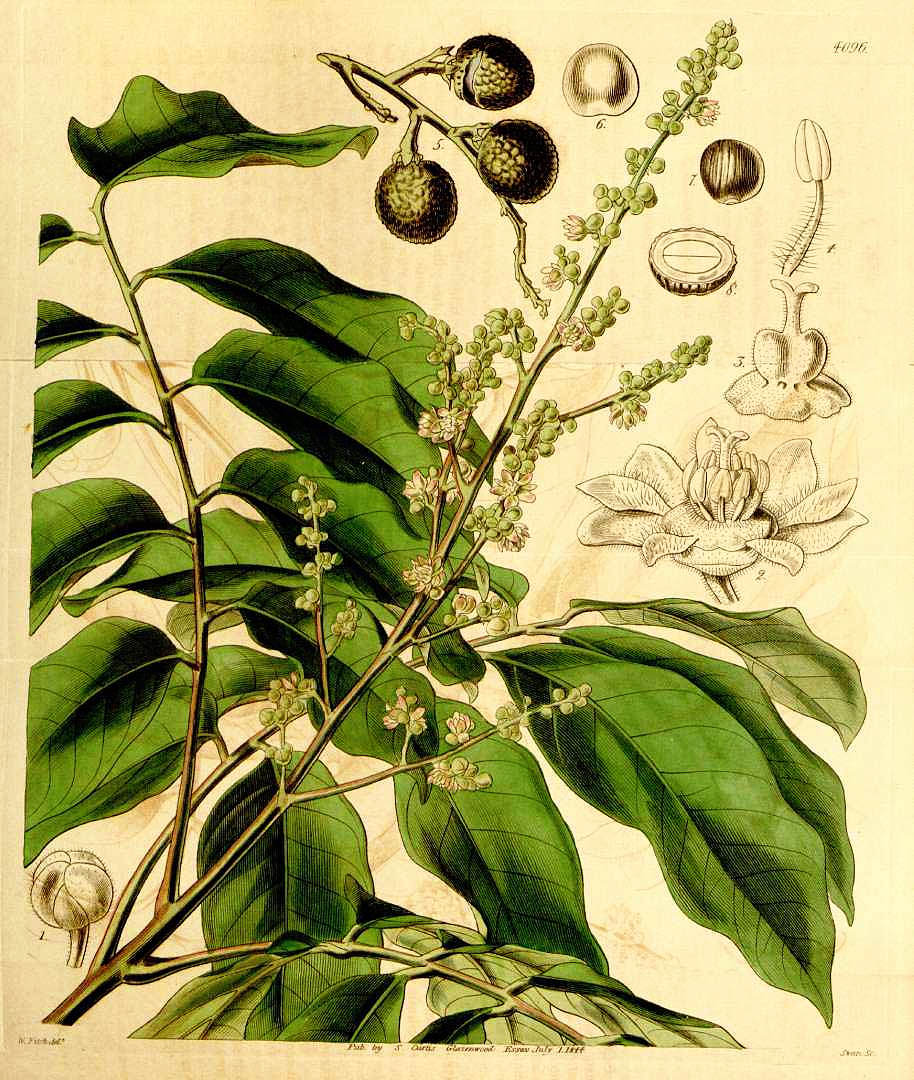
Dimocarpus longan, Lour.

Le  tronc du longanier présente une écorce fissurée et marron clair. Le bois  est  utilisé en ébénisterie. L'arbre fleurit au printemps en donnant de petites fleurs de couleur jaune regroupées en panicules d'une quarantaine de centimètres à l'extrémité des branches. Les fleurs, très mellifères, attirent les abeilles qui produisent alors un miel très sucré à la saveur intense ce qui en fait un produit recherché.
Une grappe de longanes compte environ 30 fruits sphériques, mesurant environ 2 cm de diamètre, mais pouvant parfois atteindre la grosseur d'une balle de ping-pong. Ils sont de couleur brun jaunâtre plus ou moins foncée, tirant parfois sur le rouge, avec une peau fine, dure et cassante recouverte de petites piques comme le litchi mais réduites à une ébauche. Ils se pèlent facilement. La pulpe est translucide et parfumée. À l'intérieur, se trouve un noyau noir sphérique dur et brillant qui présente une petite tache blanche faisant penser à un œil, ce qui explique le surnom d'œil du dragon donné au fruit.
Très proche du litchi, du ramboutan et de la quenette, le longanier est cependant un peu plus résistant au gel, raison pour laquelle il a pu être acclimaté en Californie et en Floride où il trouve le soleil et la lumière dont il a besoin.

## Répartition

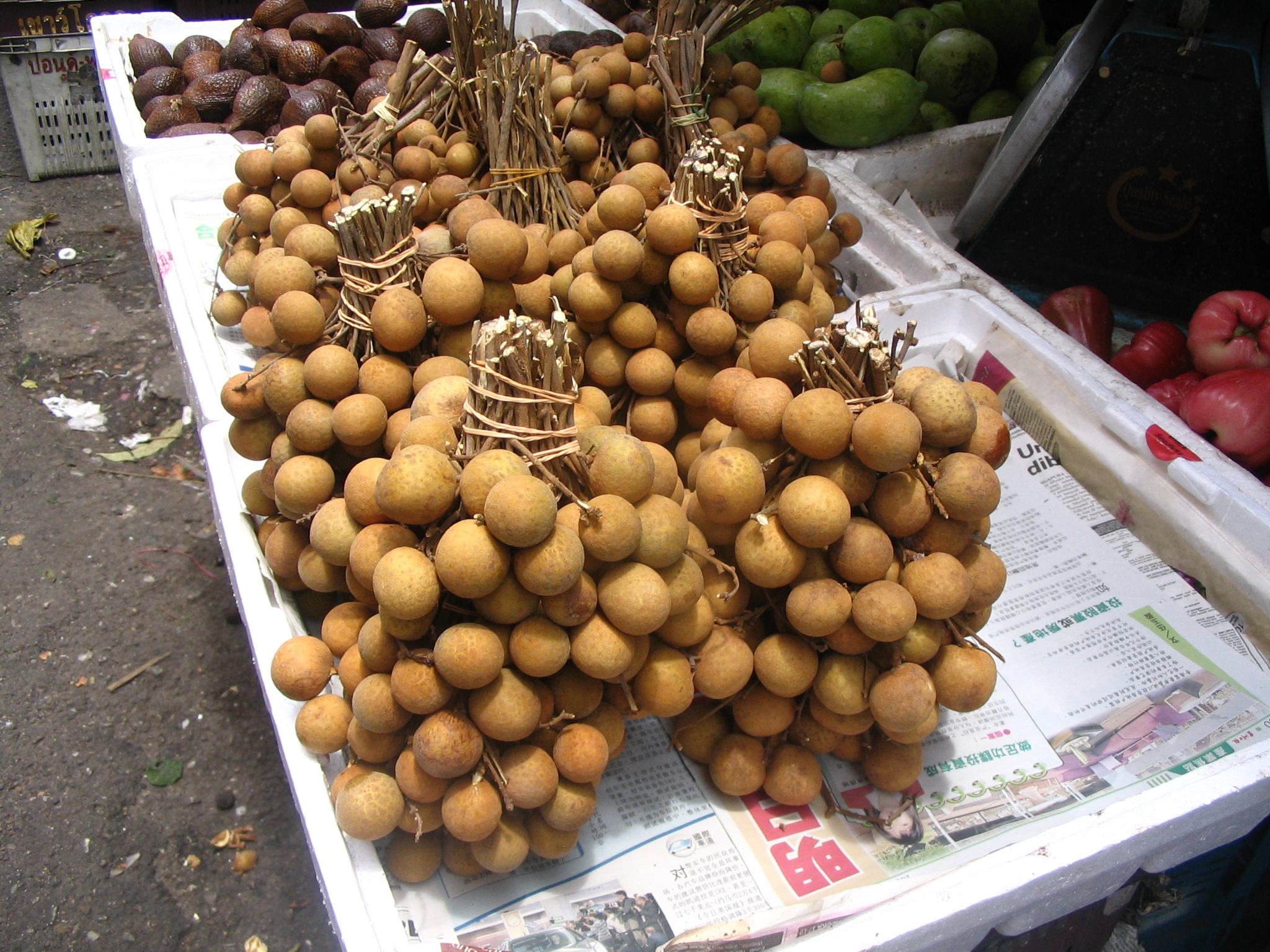
Grappes de longans sur le marché de Chow Kit en Malaisie

Originaire du sud-est de la Chine, Yunnan avant tout mais aussi Guangdong, Guangxi et la région du Hainan. Il est possible aussi de trouver ce fruit au Sri Lanka, à Taïwan ainsi qu'au sud-ouest de l'Inde et en Thaïlande dans la région de Loei où il est cultivé par les riziculteurs, avec pour but une diversification dans l'apiculture. Il pousse au Vietnam depuis plus de deux mille ans. Les longaniers sont cultivés dans le nord et dans le sud du Vietnam, mais les fruits du nord sont plus gros. Il a été acclimaté à Hawaï, à Madagascar, à l'île Maurice et à La Réunion (où il est aussi appelé longani), ainsi qu'en Californie et en Floride.
Cette espèce est quasi menacée à l'état sauvage.

## Utilisations
Le longane, nom commun masculin remontant au XVIIe siècle, est consommé frais, comme le litchi en Asie du Sud-Est ou sous forme d'un jus de fruit. Étant naturellement extrêmement sucré, il peut être mélangé à d'autres jus pour atténuer son caractère sucré. Il sert aussi à la confection des fruits au sirop (pour ce faire, il est alors préférable d'utiliser la variété Wu Yuan) ou d'alcool.
Il est également possible de le faire sécher entier : la peau garde alors sa taille initiale et la chair se rétracte autour du noyau. Sa chair prend alors une couleur ocre, voire marron. Il se consomme soit tel quel, soit dans des dessert-soup sucrées asiatiques (tels que les chè ou les tong sui accompagnés de graines de lotus ou de dattes rouges séchées, etc.) ou encore en infusion, pour ses vertus médicinales. 
L'une des variétés du fruit s'appelle le longane poivre parce que ses graines ressemblent aux grains de poivre.